# Супс
Супс (рус. Супс; адиг. ШӀупс) река је на југу европског дела Руске Федерације. Протиче преко територије Краснодарске покрајине и Републике Адигеје, односно преко њиховог Северског и Тахтамукајског рејона. Пре градње вештачког Октобарског језера у коме данас завршава свој ток, река Супс се уливала у Кубањ као његова лева притока. Припада басену Азовског мора. 
Дужина водотока је 39 km, а површина сливног подручја 166 km²2. Прима бројне мање притоке, а најважнија међу њима је река Илин (12 km). 